# Coleophora adalligata
Coleophora adalligata är en fjärilsart som beskrevs av Falkovich 1975. Coleophora adalligata ingår i släktet Coleophora, och familjen säckmalar. Inga underarter finns listade i Catalogue of Life.